# Lucas Lira
Lucas Lira Soares (Brasília, 16 de abril de 1994) es un youtuber brasileño, conocido por su canal de YouTube "Invento na Hora" con más de 14,6 millones de suscriptores y más de 3.8 mil millones de visitas, Lucas es muy conocido en Brasil por hacer videos que muestran su día con su novia Sunaika Bruna quien también es youtuber y con su hijo Noah, Tiene un video que se hizo viral a nivel mundial que llegó a 154 millones de reproducciones que era el video del nacimiento de su hijo.

## Biografía y carrera
Lira, nacido en Samambaia Norte (Brasilia), es la creadora del canal Invento na Hora, uno de los 100 mejores de YouTube Brasil. Cuando terminó el bachillerato, ingresó a un curso técnico en diseño web. También trabajó como editor de fotos, empleado de tienda y asistente de lotería. Luego de este período, decidió crear el canal Invento na Hora en YouTube.
Comenzó a publicar videos en la plataforma en 2012, pero la idea de crear el canal de YouTube surgió en 2010. Lucas quiso expresar sus opiniones sobre varios temas, pero logró comenzar solo dos años después, ya que antes no tenía ninguna cámara para grabar. El nombre Invento na Hora surgió porque no planeé ningún guion para los videos. Gafas, pañuelo y gorra formaban parte de la identidad del canal, pero luego abandonaron esta caracterización.
En 2014, Lucas Lira incluso participó en el Fenómeno de Internet, del Programa Eliana, en SBT, pues uno de sus videos de 2013 se había vuelto viral en la web. A pesar de no ganar la competencia, ocupó el primer lugar en los Trending Topics de Twitter, lo que ayudó a Invento na Hora a ganar visibilidad. En noviembre de 2014, Lucas Lira alcanzó 1 millón de suscriptores.
Debido a su reconocimiento como youtuber, ha participado en otros programas de televisión, entre ellos Legendários, Programa Raul Gil y Domingo Legal. En 2016, la youtuber también fue autora del libro Minha Vida Antes do Invento na Hora, que aborda principalmente historias de su infancia y adolescencia. En el mismo año, fue el ganador de Entubados, un reality show para youtubers, en el canal Sony presentado por Danilo Gentili.
Hoy, el canal Invento Na Hora cuenta con más de 14 millones de suscriptores. En Instagram, Lucas cuenta con casi 6 millones de seguidores, mientras que en Twitter poco más de 3 millones.

## Vida personal
Desde 2014, Lucas sale con otra youtuber e influencer, Sunaika Bruna de Souza, quien se convirtió en su prometida en 2020. La pareja aparece en varios videos juntos desde que comenzaron a salir.